# Бён
Бён (фр. и окс. Bun) — коммуна во Франции, находится в регионе Юг — Пиренеи. Департамент — Верхние Пиренеи. Входит в состав кантона Окён. Округ коммуны — Аржелес-Газост.
Код INSEE коммуны — 65112.

## География

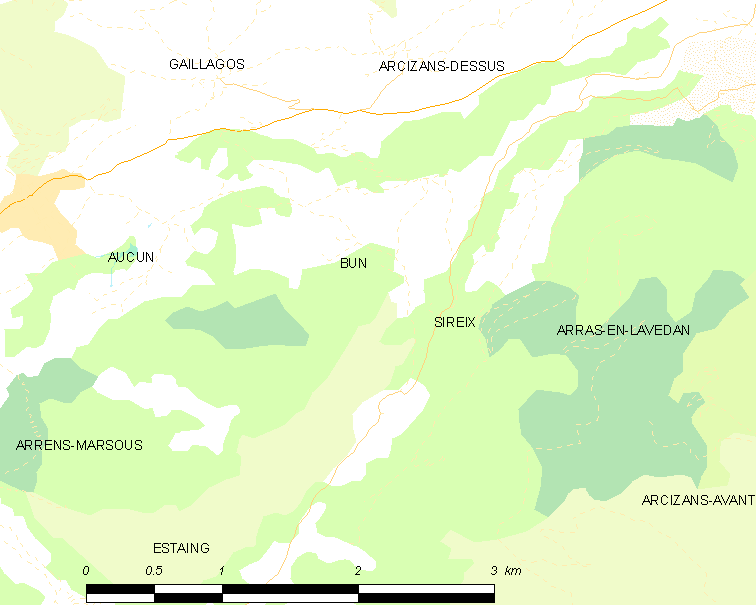
Карта коммуны

Коммуна расположена приблизительно в 690 км к югу от Парижа, в 150 км юго-западнее Тулузы, в 34 км к юго-западу от Тарба.
По территории коммуны протекают реки Гав-д’Азён и Гав-д’Эстен.

## Климат
Климат умеренно-океанический с солнечной тёплой погодой и обильными осадками на протяжении практически всего года.

## Население
Население коммуны на 2010 год составляло 147 человек.
| 1962 | 1968 | 1975 | 1982 | 1990 | 1999 | 2010 |
| ---- | ---- | ---- | ---- | ---- | ---- | ---- |
| 123  | 126  | 113  | 105  | 101  | 108  | 147  |

## Администрация
| Период | Период | Фамилия             | Партия | Примечания |
| ------ | ------ | ------------------- | ------ | ---------- |
| 2001   | 2008   | Мариз Пийанжежедера |        |            |
| 2008   | 2014   | Марсель Казажу      |        |            |
| 2014   | 2020   | Бернар Пелюэ        |        |            |

## Экономика
В 2010 году среди 92 человек трудоспособного возраста (15-64 лет) 66 были экономически активными, 26 — неактивными (показатель активности — 71,7 %, в 1999 году было 68,2 %). Из 66 активных жителей работали 64 человека (35 мужчин и 29 женщин), безработных было 2 (1 мужчина и 1 женщина). Среди 26 неактивных 5 человек были учениками или студентами, 13 — пенсионерами, 8 были неактивными по другим причинам.